# Дім дракона (2-й сезон)
Другий сезон американського фантастичного телесеріалу Дім дракона був замовлений у серпні 2022 року, відразу після феноменального успіху першої серії першого сезону. Розповідає про Танок Драконів — громадянську війну у вигаданому королівстві Вестерос. Прем'єра другого сезону відбулася 16 червня 2024.

## Сюжет
Сценарій «Дому дракона» заснований на книзі американського фантаста Джорджа Мартіна "Полум'я та кров ". Її дія відбувається на вигаданому континенті Вестерос під час громадянської війни, відомої як Танок Драконів. У першому сезоні серіалу показані витоки конфлікту, а в другому буде показано його активну частину — масштабні та кровопролитні дії за участю драконів, які охопили всю країну. Шоураннер Раян Кондал пообіцяв, що другий сезон буде більш видовищним та динамічним.

## У ролях
- Метт Сміт — Дейемон Таргарієн
- Олівія Кук — Алісент Хайтауер
- Емма Д'Арсі — Рейєніра Таргарієн
- Ріс Іванс — Отто Хайтауер
- Стів Туссен — Корліс Веларіон
- Ів Бест — Рейніс Таргарієн
- Соноя Мідзуно — Місарія
- Фаб'єн Франкель — Крістон Коль

- Меттью Ніхем — Ларіс Стронг
- Джефферсон Холл — Тіланд Ланністер і Джейсон Ланністер
- Гаррі Коллетт — Джекейріс Веларіон
- Глінн-Карні, Том — Ейєгон II Таргарієн
- Юен Мітчелл — Еймонд Таргарієн
- Бетані Антонія — Бейла Веларіон
- Фібі Кемпбелл — Рейна Веларіон
- Фіа Сабан — Хелейна Таргарієн

## Виробництво та прем'єра
Ще до виходу першого сезону (21 серпня 2022) було відомо про плани HBO продовжити шоу. Райан Кондал у липні 2022 року заявив, що вже існує бюджет другого сезону з окремою статтею видатків на відрубані голови; Мігель Сапочник в одному з інтерв'ю розповів, що для продовження серіалу розроблено образи нових драконів. Кейсі Блойс підтвердила, що ймовірність продовження шоу висока. Відразу після феноменального успіху першого епізоду, "Спадкоємці Дракона ", було прийнято офіційне рішення продовжити серіал. «Ми дуже пишаємося тим, чого досягла вся команда „Дома дракона“. Наш феноменальний акторський склад та знімальна група поставили перед собою серйозне завдання та перевершили всі очікування. Ми раді втілювати в життя історію про дім Таргарієнов і далі, у другому сезоні», — заявила виконавчий віце-президент HBO Programming Франческа Орсі.
Відомо, що один із шоураннерів першого сезону Мігель Сапочник брати участь у зйомках не буде: він оголосив про свій вихід з проекту. Єдиним шоураннером другого сезону залишиться Райан Кондал, який спиратиметься на допомогу Джорджа Мартіна. При цьому Сапочник зберіг за собою посаду виконавчого продюсера. Режисером деяких серій стане Алан Тейлор, який зняв ряд епізодів "Ігри престолів ". Серед сценаристів залишилася Сара Хесс, яка у жовтні 2022 року продовжила контракт з HBO.
На початку вересня 2022 року багато західних ЗМІ опублікували інсайд Деніела Ріхтмана про те, що до касти другого сезону можуть приєднатися Генрі Кавіл та Елізабет Олсен. На низці форумів тут же з'явилися масові заклики віддати Олсен роль Мелісандри — «червоної жриці» з "Гри престолів ". Відомо, що автори серіалу обмірковують можливість появи у другому сезоні Емілі Кері та Міллі Олкок (юних Алісент Хайтауер та Реєніри Таргарієн відповідно), які в першому сезоні востаннє з'явилися у п'ятій серії, "Ми шлях висвітлимо ".
13 червня 2024 року, напередодні прем'єри другого сезону, HBO офіційно продовжило «Дім Дракона» на третій сезон.